# بخش سان مارتین (سانتافه)
بخش سان مارتین (به اسپانیایی: Departamento San Martín) یک منطقهٔ مسکونی در آرژانتین است که در استان سانتافه واقع شده‌است. بخش سان مارتین ۴٬۸۶۰ کیلومتر مربع مساحت و ۶۰٬۶۹۸ نفر جمعیت دارد.